# داين سميث (كرة سلة)
داين سميث (بالإنجليزية: Dane Smith)‏ مواليد 20 مارس 1989 في تورونتو، هو لاعب كرة سلة كندي. بدأ مسيرته الاحترافية في سنة 2012. يلعب في دوري كندا الوطني لكرة السلة كلاعب هجوم خلفي. يحمل الرقم 3. يبلغ طوله 6 قدم 3 بوصة (1.9 م). لعب مع لندن لايتنينج في دوري كندا الوطني لكرة السلة.

## روابط خارجية
- داين سميث (كرة سلة) على موقع كلية كرة السلة في سبورتس رفرنس.كوم (الإنجليزية)
- داين سميث (كرة سلة) على موقع ريلجم (الإنجليزية)
- داين سميث (كرة سلة) على موقع بروبوليرز (الإنجليزية)